# Barneveld (Wisconsin)
Barneveld is een plaats (village) in de Amerikaanse staat Wisconsin, en valt bestuurlijk gezien onder Iowa County. Het dorp werd in 1984 grotendeels verwoest door een tornado.

## Demografie
Bij de volkstelling in 2000 werd het aantal inwoners vastgesteld op 1088. In 2006 is het aantal inwoners door het United States Census Bureau geschat op 1205, een stijging van 117 (10,8%).

## Geografie
Volgens het United States Census Bureau beslaat de plaats een oppervlakte van 3,5 km², geheel bestaande uit land. Barneveld ligt op ongeveer 240 m boven zeeniveau.

## Plaatsen in de nabije omgeving
De onderstaande figuur toont nabijgelegen plaatsen in een straal van 20 km rond Barneveld.